# Wabigoon Lake
Wabigoon Lake är en sjö i Kanada.   Den ligger i Kenora District och provinsen Ontario, i den sydöstra delen av landet, 1 400 km väster om huvudstaden Ottawa. Wabigoon Lake ligger 367 meter över havet. Arean är 26,0 kvadratkilometer. Den sträcker sig 13,7 kilometer i nord-sydlig riktning, och 26,0 kilometer i öst-västlig riktning.
Följande samhällen ligger vid Wabigoon Lake:
- Dryden

I omgivningarna runt Wabigoon Lake växer i huvudsak blandskog. Trakten runt Wabigoon Lake är nära nog obefolkad, med mindre än två invånare per kvadratkilometer.